# Jessica Eddie
Jessica Jane Eddie (Durham, 7 de octubre de 1984) es una deportista británica que compitió en remo.
Participó en los Juegos Olímpicos de Verano, obteniendo una medalla de plata en Río de Janeiro 2016, en la prueba de ocho con timonel.
Ganó dos medallas de bronce en el Campeonato Mundial de Remo, en los años 2007 y 2011, y dos medallas en el Campeonato Europeo de Remo, en los años 2014 y 2016.

## Palmarés internacional
| Juegos Olímpicos   | Juegos Olímpicos        | Juegos Olímpicos  | Juegos Olímpicos |
| Año                | Lugar                   | Medalla           | Prueba           |
| ------------------ | ----------------------- | ----------------- | ---------------- |
| 2016               | Río de Janeiro (Brasil) | Medalla de plata  | Ocho con timonel |
| Campeonato Mundial |                         |                   |                  |
| Año                | Lugar                   | Medalla           | Prueba           |
| 2007               | Múnich (Alemania)       | Medalla de bronce | Ocho con timonel |
| 2011               | Bled (Eslovenia)        | Medalla de bronce | Ocho con timonel |
| Campeonato Europeo |                         |                   |                  |
| Año                | Lugar                   | Medalla           | Prueba           |
| 2014               | Belgrado (Serbia)       | Medalla de plata  | Ocho con timonel |
| 2016               | Brandeburgo (Alemania)  | Medalla de oro    | Ocho con timonel |